# Олд-Бейли

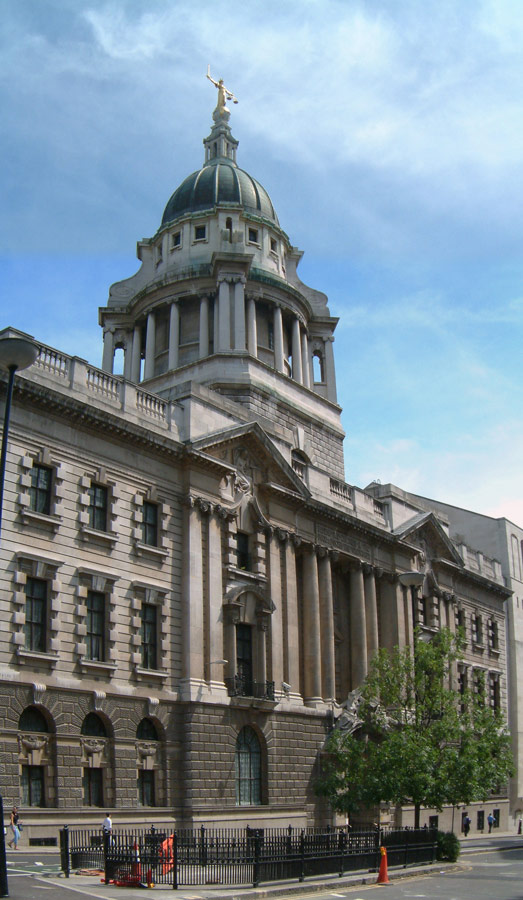
Здание центрального уголовного суда

Олд-Бейли (англ. Old Bailey) — традиционное название центрального уголовного суда, расположенного в величественном здании в стиле нео-ампир (1902-07 гг.) в Лондонском Сити, между Холборном и собором св. Павла.  Ввиду своего расположения, не входит в систему британских королевских судебных инстанций и не подчиняется королевским властям, — процесс администрирования судопроизводства, от назначения и отставки судей до административно-хозяйственных вопросов и обеспечения работников суда канцелярскими принадлежностями осуществляется Корпорацией лондонского Сити. Функцию судебных приставов осуществляют специально подобранные сотрудники полиции Сити (отбор которых также осуществляется корпорацией), не входящей в структуру Службы столичной полиции. Функция председателя суда (англ. First Commissioner) закреплена за Лорд-мэром Лондона, который обладает правом проведения допроса свидетелей и других участников судопроизводства, судебных прений и заслушивания доводов сторон и вынесения окончательного решения по всем делам, разбирающимся в Олд-Бейли.

## Юрисдикция
Олд-Бейли разбирает уголовные дела по тяжким и другим преступлениям, вызвавшим широкий общественный резонанс. Юрисдикция суда распространяется на всю территорию Англии и Уэльса, но заслушиваются главным образом, дела относящиеся по подсудности к территории Большого Лондона, хотя de jure в соответствии с положениями Хартии 1461 г., дарованной Эдуардом IV, суд уполномочен разбирать дела по всему миру в отношении такой категории преступлений как, например, пиратство и другие преступления совершённые в открытом море, если хотя бы одной из сторон судопроизводства (как правило, потерпевшей) являются зарегистрированные в Сити субъекты хозяйственной деятельности, — таким образом Олд-Бейли подпадает под определение международного судебного органа.

## Исторические особенности судопроизводства

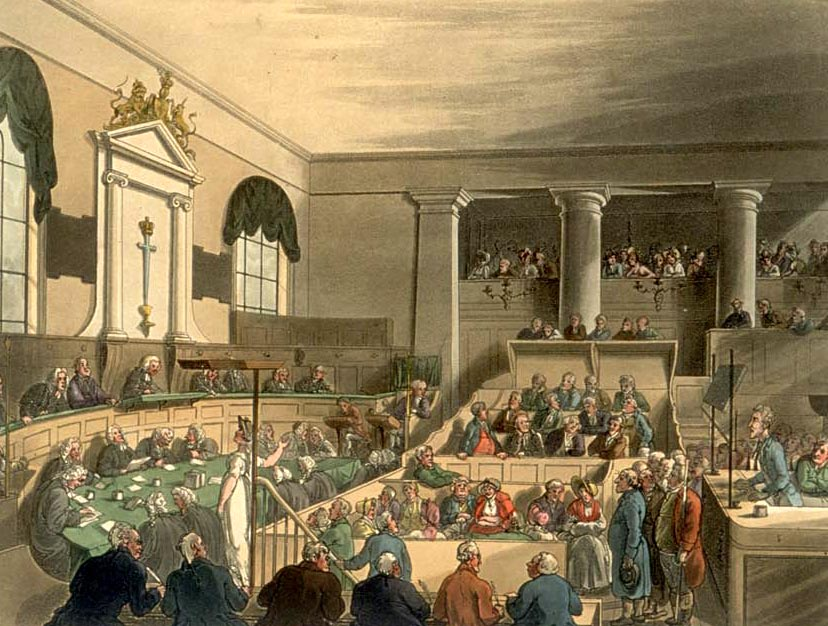
Судебное заседание, ок. 1808 года

Как отмечает британский историк Уильям Иден Хупер в своей книге «История тюрьмы Ньюгейт и суда Олд-Бейли», для судей Олд-Бейли было нормальной практикой выносить смертные приговоры в состоянии алкогольного опьянения, в то время как судебный капеллан (англ. ordinary), в задачу которого входило исповедать приговорённого перед казнью, стоял рядом в таком же состоянии, что намекало на то, что в совещательной комнате они занимались распитием спиртных напитков сообща. Когда суд посещали персоны высшего сословия, чтобы лично посмотреть на пойманного преступника или поприсутствовать во время вынесения приговора, они приглашались на пиры, проводившиеся между слушаниями по делу. Чтобы дать читателям представление об объёмах потребления спиртного служителями Фемиды, Хупер подкрепляет своё исследование опубликованной статистикой: В период 1807—1808 гг. за три сессии (девятнадцать дней судебных слушаний) в Олд-Бейли судьями и посетившими заседания знатными особами было выпито 1450 бутылок вина на сумму £450 сверх предусмотренных расходов (предусмотренные расходы составили £665). Всё это происходило в специально отведённом обеденном зале, за окнами которого творились сцены казни и побивания камнями тел казнённых толпой, и т. д.

## Особенности судебного протокола
Всех судей Олд-Бейли необходимо называть «My Lord» или «My Lady». Лорд-мэр и олдермен Лондона, в случае их присутствия, заседают на судейской скамье на протяжении слушания, но, как правило, не принимают активного участия в ходе разбирательства, а то и вообще отсутствуют. Место Лорд-мэра находится по центру судейской скамьи, поэтому даже в случае его отсутствия, председательствующий на заседании присаживается слегка в стороне от центра, на тот случай, если вдруг Лорд-мэр решит почтить заседание своим присутствием.
Описание судоговорения в конце 1780-х дал русский путешественник Евграф Комаровский: 

Мне случалось быть несколько раз в Ольдбели, так называется уголовный суд, где судятся все преступники; сей суд открывается три раза в год и продолжается до тех пор, пока есть подсудимые. 
Посреди присутственной комнаты находится род амвона, на котором становятся подсудимые; на столбиках, прикрепленных к амвону, утверждено зеркало, обращенное к свету окошек таким образом, что лучи света, падающие на зеркало, отражаются на лице подсудимых, стоящих лицом к судьям; сим способом они видят все изменения, в чертах подсудимых происходящие. 
Чтобы обвинить, необходимо показание трех свидетелей; судья делается тогда, так сказать, адвокатом подсудимых, ибо он старается разбить в словах свидетелей. Когда же доказательства так ясны, что сделанные преступления не подлежат никакому сомнению, тогда отдается дело на заключение присяжных. Они уходят в другую комнату. 

Эта минута самая интересная: когда отворяются двери, присяжные входят в присутствие, и приговор состоит в одном слове: «виноват» или «не виноват».

## Здание суда
Современное здание суда выстроено на том месте, где на протяжении 700 лет до этого стояла Ньюгейтская тюрьма. Смертные приговоры традиционно приводились в исполнение не во дворе суда, а во дворе тюрьмы.
8 марта 1973 года рядом со зданием взорвался автомобиль, заминированный боевиками ИРА, что стало первым терактом, совершённым на территории Великобритании ирландскими боевиками. В результате один человек погиб, но не от взрыва, а от сердечного приступа, который он перенёс, став свидетелем теракта, 200 человек пострадали.

## Комментарии
1. ↑  Официально, его полномочия определены кратко: "[…] try, hear and determine".[1]